# Namchon-dong
Namchon-dong (koreanska: 남촌동)  är en stadsdel i staden Osan i provinsen Gyeonggi i den centrala delen av Sydkorea, 50 km söder om huvudstaden Seoul.